# Dème de Kóziakas
Le dème de Kóziakas, en grec moderne : Δήμος Κόζιακα / Dímos Kóziaka, est un dème du district régional de Tríkala, en Thessalie, Grèce. Depuis  2010, il est fusionné au sein du dème de Tríkala.
La localité tire son nom du massif du Kóziakas (el).
Selon le recensement de 2011, la population du dème compte 2 123 habitants.